# Maria de França i d'Aquitània
Maria de França i d'Aquitània (1145 - 11 de març del 1198) fou princesa de França i regent del comtat de Xampanya (1181 - 1187 i 1190 - 1197). Va mantenir una cort molt conreada i va protegir molts escriptors; entre ells, Chrétien de Troyes.

## Orígens familiars
Filla primera del rei Lluís VII de França i la seva primera muller, Elionor d'Aquitània. Era neta per línia paterna de Lluís VI de França i Adelaida de Savoia, i per línia materna de Guillem X d'Aquitània i Elionor de Chatellerault. Fou germana gran, per part de mare, dels futurs reis d'Anglaterra Ricard Cor de Lleó i Joan sense Terra.

## Núpcies i descendents
Es casà el 1164 amb Enric I de Xampanya, comte de Xampanya i Brie. D'aquesta unió nasqueren cinc fills: 
- l'infant Enric II de Xampanya (1166-1197), comte de Xampanya i rei de Jerusalem,
- la infanta Maria de Xampanya (1174-1204), casada el 1186 amb Balduí IX de Flandes, emperador llatí de Constantinoble,
- l'infant Teobald III de Xampanya (1179-1201), comte de Xampanya i pare de Teobald I de Navarra,
- la infanta Escolàstica de Xampanya (?-1219), casada amb Guillem IV de Macon.

Després de la mort del seu espòs, assumeix la regència del comtat de Xampanya en nom del seu fill fins a l'any 1187. El 1190, el seu fill marxa a combatre a Terra Santa i ella torna a esdevenir regent del regne, fins que Enric II es casa amb la reina de Jerusalen i és nomenat rei. Quan el seu fill Enric II mor, l'any 1197, Maria de França cedeix el poder al seu segon fill Teobald II i es retira a un convent. Va morir el 1198.